# Saison 3 d'Insecure
Chronologie
Saison 2 Saison 4
Cet article présente le guide des épisodes de la troisième saison de la série télévisée américaine Insecure.

## Généralités
- Aux États-Unis, la saison a été diffusée du 12 août 2018 au 30 septembre 2018 sur HBO.
- Au Canada, la saison a été diffusée en simultanée sur HBO Canada.
- En France, elle a été diffusée en version originale sous-titrée du 13 août 2018 au 1er octobre 2018 sur OCS City.

## Distribution

### Acteurs principaux
- Issa Rae (VF : Fily Keita) : Issa Dee
- Yvonne Orji (VF : Annie Milon) : Molly Carter
- Lisa Joyce (VF : Olivia Luccioni) : Frieda
- Natasha Rothwell (VF : Laura Zichy) : Kelli
- Amanda Seales (en) : Tiffany DuBois
- Y'lan Noel (en) (VF : Jhos Lee Khan) : Daniel King

### Acteurs récurrents
- Mason McCulley (VF : Laurent Morteau) : Ken (épisodes 1, 2 et 4)
- Catherine Curtin (VF : Nathalie Homs) : Joanne (épisodes 1 et 2)
- Kathreen Khavari (en) (VF : Céline Legendre-Herda) : Patricia (épisodes 1 et 2)
- Kendrick Sampson (en) : Nathan Campbell (épisodes 1, 4 à 8)
- Sarunas J. Jackson : Alejandro « Dro » Peña (épisodes 1 et 6)
- Veronica Mannion (VF : Dorothée Pousséo) : Kitty (épisodes 2 et 4)
- Sujata Day (en) : Sarah (épisodes 2 et 4)
- Jean Elie : Ahmal Dee (épisodes 2 et 6)
- Jay Ellis (VF : Jean-Louis Tilburg) : Lawrence Walker (épisodes 5 à 8)
- Neil Brown Jr. (VF : Asto Montcho) : Chad Kerr (épisodes 5 à 8)
- Tristen J. Winger : Thug Yoda (épisode 5)
- Wade Allain-Marcus (VF : Olivier Korol) : Derek DuBois (épisode 6)
- Langston Kerman (VF : Jhos Lican) : Jared Oliver (épisode 8)

## Épisodes

### Épisode 1:Genre-faire de son mieux
- États-Unis /  Canada : 12 août 2018 sur HBO / HBO Canada
- France : 13 août 2018 sur OCS City
- Québec : 29 août 2018 sur Super Écran
- Belgique : 9 janvier 2019 sur Be Séries

- États-Unis : 699 000 téléspectateurs[1] (première diffusion)

### Épisode 2:Genre-familier
- États-Unis /  Canada : 19 août 2018 sur HBO / HBO Canada
- France : 20 août 2018 sur OCS City
- Québec : 5 septembre 2018 sur Super Écran
- Belgique : 9 janvier 2019 sur Be Séries

- États-Unis : 672 000 téléspectateurs[2] (première diffusion)

### Épisode 3:Genre-à la renverse
- États-Unis /  Canada : 26 août 2018 sur HBO / HBO Canada
- France : 27 août 2018 sur OCS City
- Québec : 12 septembre 2018 sur Super Écran
- Belgique : 9 janvier 2019 sur Be Séries

- États-Unis : 783 000 téléspectateurs[3] (première diffusion)

### Épisode 4:Genre-renouveau
- États-Unis /  Canada : 2 septembre 2018 sur HBO / HBO Canada
- France : 3 septembre 2018 sur OCS City
- Québec : 19 septembre 2018 sur Super Écran
- Belgique : 16 janvier 2019 sur Be Séries

- États-Unis : 474 000 téléspectateurs[4] (première diffusion)

### Épisode 5:Genre-perché
- États-Unis /  Canada : 9 septembre 2018 sur HBO / HBO Canada
- France : 10 septembre 2018 sur OCS City
- Québec : 26 septembre 2018 sur Super Écran
- Belgique : 16 janvier 2019 sur Be Séries

- États-Unis : 563 000 téléspectateurs[5] (première diffusion)

### Épisode 6:Genre-prête
- États-Unis /  Canada : 16 septembre 2018 sur HBO / HBO Canada
- France : 17 septembre 2018 sur OCS City
- Québec : 3 octobre 2018 sur Super Écran
- Belgique : 16 janvier 2019 sur Be Séries

- États-Unis : 665 000 téléspectateurs[6] (première diffusion)

### Épisode 7:Genre-obsessionnel
- États-Unis /  Canada : 23 septembre 2018 sur HBO / HBO Canada
- France : 24 septembre 2018 sur OCS City
- Québec : 10 octobre 2018 sur Super Écran
- Belgique : 23 janvier 2019 sur Be Séries

- États-Unis : 544 000 téléspectateurs[7] (première diffusion)

### Épisode 8:Genre-fantôme
- États-Unis /  Canada : 30 septembre 2018 sur HBO / HBO Canada
- France : 1er octobre 2018 sur OCS City
- Québec : 17 octobre 2018 sur Super Écran
- Belgique : 23 janvier 2019 sur Be Séries

- États-Unis : 751 000 téléspectateurs[8] (première diffusion)